# Pheidole biolleyi
Pheidole biolleyi är en myrart som beskrevs av Auguste-Henri Forel 1908. Pheidole biolleyi ingår i släktet Pheidole och familjen myror.

## Underarter
Arten delas in i följande underarter:
- P. b. biolleyi
- P. b. tristani

## Bildgalleri

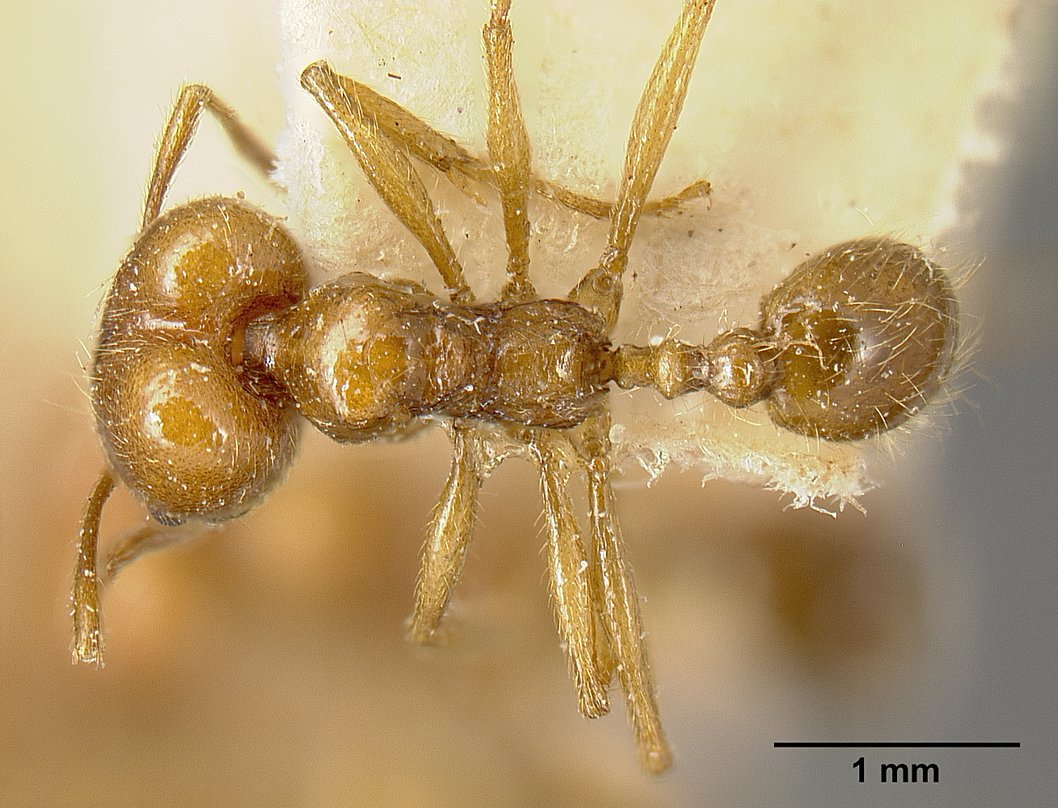
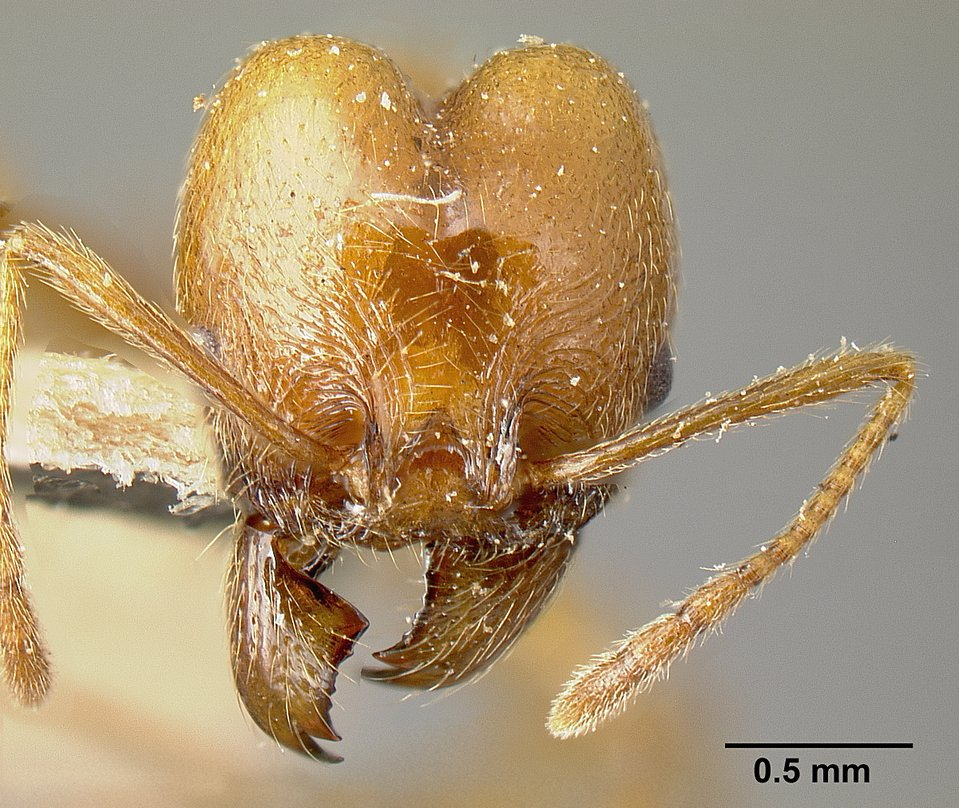
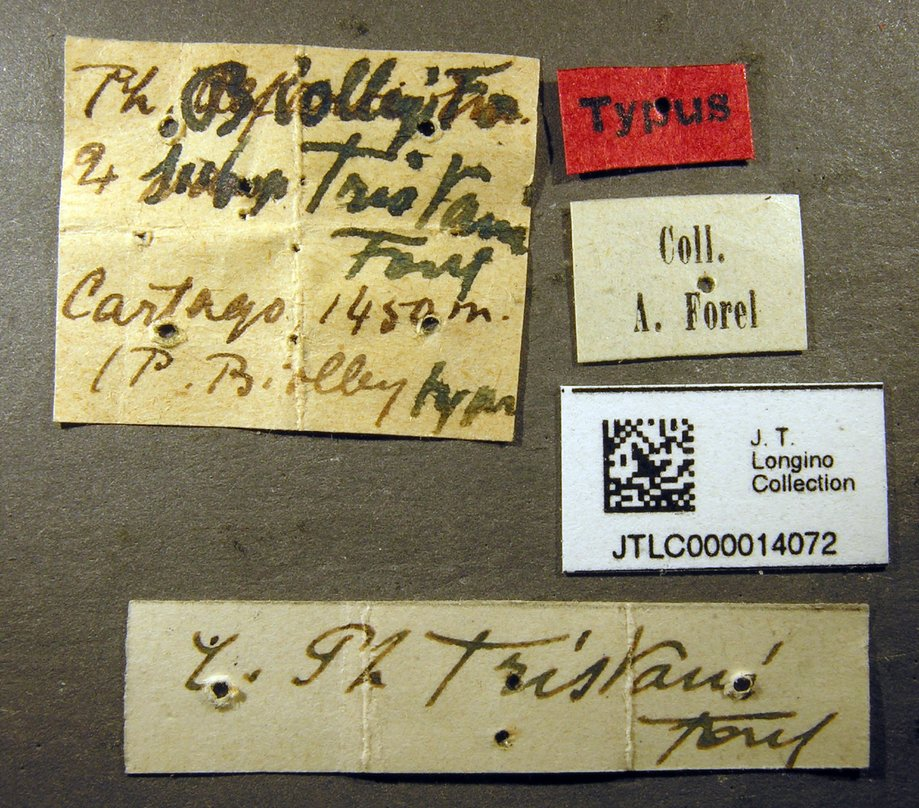
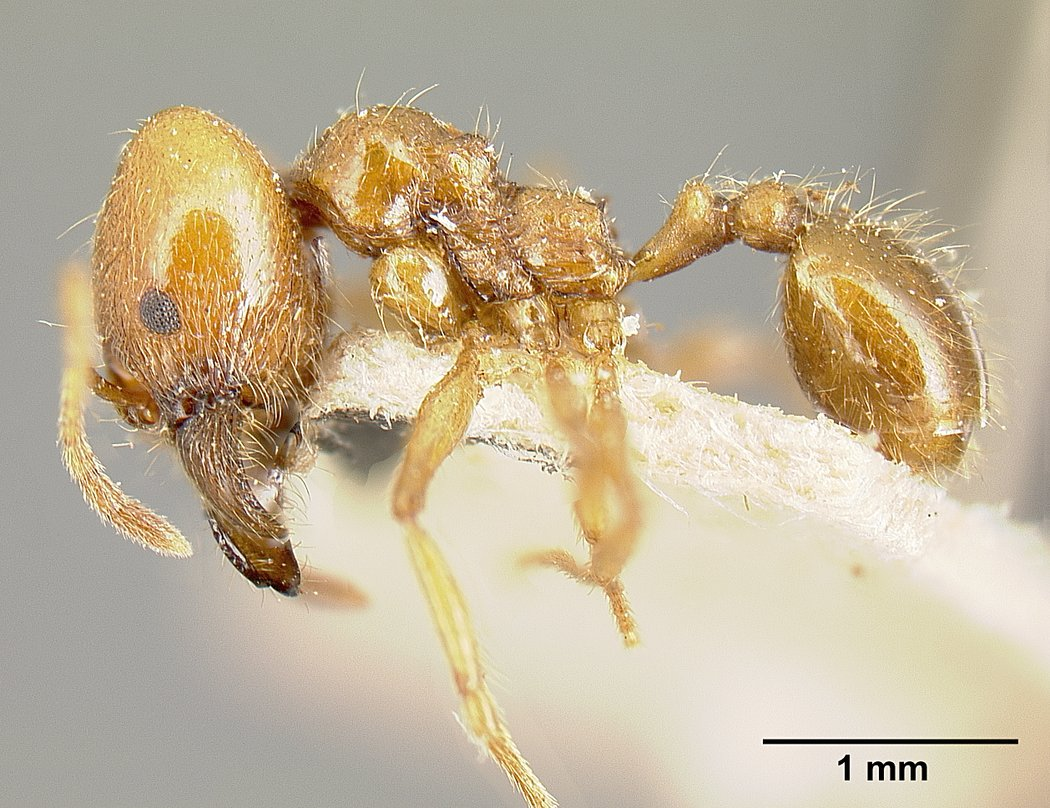
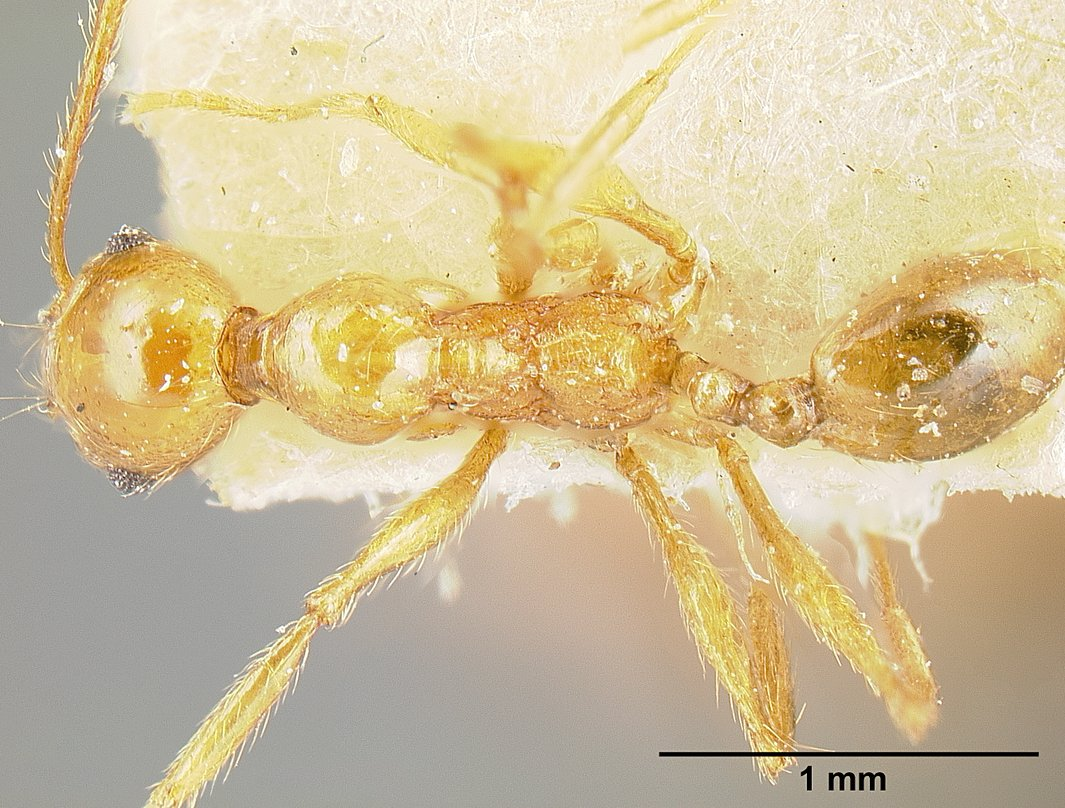
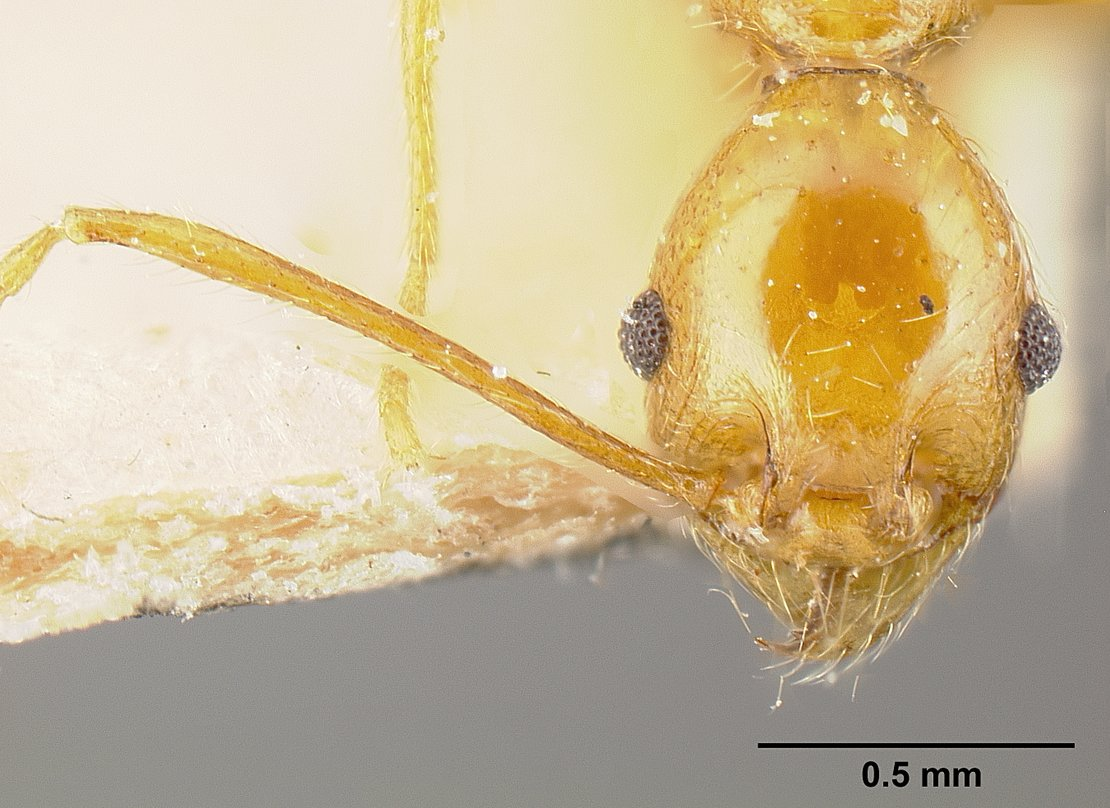